# Joey DeMaio
Joey DeMaio, född 6 mars 1954, i Auburn, New York, är en amerikansk basist av italiensk härkomst. DeMaio var barndomsvän med sångaren Eric Adams. Han är medlem och främsta låtskrivare i heavy metal-bandet Manowar, som han grundade 1980 tillsammans med Ross "the Boss" Friedman.
DeMaio arbetade som pyrotekniker för Black Sabbath under deras Heaven and Hell-turné och träffade där Friedman som spelade i ett band som var förband till Black Sabbath. 
År 2006 blev han, kort efter att ha grundat skivbolaget Magic Circle Music, manager för det italienska power metal-bandet Rhapsody of Fire. Efter en legal strid 2007 bytte dock Rhapsody of Fire skivbolag till Nuclear Blast. Numera är DeMaio producent åt bandet HolyHell.